# Valdecaballeros
Valdecaballeros é um município da Espanha na comarca de La Siberia, província de Badajoz, comunidade autónoma da Estremadura, de área 90,1 km². Em 2021 tinha 1 088 habitantes (densidade: 12,1 hab./km²).

## Demografia
| Variação demográfica do município entre 1991 e 2004 [carece de fontes?] | Variação demográfica do município entre 1991 e 2004 [carece de fontes?] | Variação demográfica do município entre 1991 e 2004 [carece de fontes?] | Variação demográfica do município entre 1991 e 2004 [carece de fontes?] |
| ----------------------------------------------------------------------- | ----------------------------------------------------------------------- | ----------------------------------------------------------------------- | ----------------------------------------------------------------------- |
| 1991                                                                    | 1996                                                                    | 2001                                                                    | 2004                                                                    |
| 1779                                                                    | 1449                                                                    | 1369                                                                    | 1288                                                                    |